# Joslyn Chavarria, Jr.
Joslyn Chavarria (* 20. Oktober 1995) ist ein belizischer Radrennfahrer. Er startet für die Teams DigiCell 4G, 501 Valvoline und Fal.

## Leben
Schon sein Vater, Joslyn Chavarria, Sr. (* 1959), nahm an den Radsportwettbewerben bei den Olympischen Sommerspielen 1984 teil.
2015 errang Joslyn Chavarria, Jr. den dritten Platz bei den Radrenn-Meisterschaften von Belize und in den Karibikmeisterschaften in der Kategorie U-23. Im folgenden Jahr gewann er die Gesamtwertung der Tour du Belize. Außerdem zeichnete er sich in der Saison 2018 durch den Titel des Belize-Meisters in der Elite-Kategorie aus.
Bei der KREM New Year’s Day Cycling Classic 2020 errang er den zweiten Platz.
Bei der UCI America Tour trat er 2015 bis 2021 an.